# Sebastià Corominas i Ribas
Sebastià Corominas i Ribas (1953 - 2016) va ser alcalde de Sant Julià de Ramis entre el 1989 i el 2002.
De professió era arquitecte tècnic. Va accedir a l'alcaldia el 1989 perquè l'anterior alcalde, Eduard Fonsdeviela, va morir a mitjan mandat. Abans d'ocupar l'alcaldia, formava part de l'equip de govern. Va entrar a l'Ajuntament de regidor en el segon mandat democràtic, com a independent. Un cop a l'Ajuntament va fer de regidor d'Urbanisme després de primer tinent d'alcalde. Va contribuir a protegir el jaciment arqueològic del poblat ibèric, descobert quan es va llençar un projecte d'ampliació del cementiri municipal. Des del 1990 es va oposar a que el Fort de Sant Julià de Ramis es convertís en hotel, amb el suport de l'entitat SOS Monuments, però amb l'oposició del PSC. El 1994 es va oposar a que el poble de Medinyà s'independitzés.
En les següents eleccions es va presentar com a independent amb la llista de la coalició Convergència i Unió (CiU). Corominas va ser també conseller del Consell Comarcal del Gironès, organisme en el qual va ocupar el lloc de vocal de l'àrea de Planificació.
Com a alcalde va aconseguir anar dotant al poble de Sant Julià dels serveis més bàsics: equipaments (centre cívic, pista poliesportiva transformada posteriorment en pavelló, aula de lectura, reforma de la casa de la vila), millora carrers (Pla de Baix), inici de la descoberta del patrimoni arqueològic dels Sants Metges, remodelació de l'església dels Sants Metges, nou cementiri municipal. Va incentivar la vida social i cultural (concurs de pintura memorial Fonsdeviela, adhesió a l'escola de música del Gironès, balls de saló…) i promoure l'esport (futbol sala i bàsquet).